# Ante Vulić
Ante Vulić (Split, 16. kolovoza 1928. – Split, 7. kolovoza 1993.), hrvatski reprezentativni nogometni vratar.

## Klub
Nastupao za HNK Hajduk Split od 1951. do 1962., s kojim je osvojio i naslov prvaka države 1952. i 1955. godine. Poznat i kao izvrstan i precizan izvođač jedanaesteraca, u sezoni 1956/57. kao vratar postigao je 7 zgoditaka i bio treći strijelac momčadi. Veliki dio karijere bio je pričuva Hajdukovoj legendi Vladimiru Beari.
Statistika u Hajduku
| Natjecanje        | Nastupi | Zgoditci |
| ----------------- | ------- | -------- |
| Prvenstvo         | 116     | 14       |
| Kup               | 17      | 1        |
| Superkup          | 0       | 0        |
| Međunarodne       | 4       | 0        |
| Splitski podsavez | 0       | 0        |
| Ukupno            | 137     | 15       |
| Prijateljske      | 202     | 14       |
| Sveukupno         | 339     | 029      |

## Reprezentacija
Nastupio je jedan put za hrvatsku nogometnu reprezentaciju i to u Zagrebu, protiv Indonezije (5-2), 12. rujna 1956. Bila je to jedina međunarodna utakmica koju je hrvatska reprezentacija odigrala u vrijeme dok je bila sastavni dio Jugoslavije.

## Zanimljivost
Njegov sin Zoran Vulić, također je proslavljeni igrač Hajduka i reprezentacije, te poslije trofejni nogometni trener.

## Vulići u Hajduku
- Ante Vulić, otac Zorana Vulića
- Edo Vulić, bez službenih nastpa; 6 prijateljskih i 1 zgoditak
- Kazimir Vulić
- Zoran Vulić, sin ante Vulića